# Brande Roderick
Brande Nicole Roderick (ur. 13 czerwca 1974 w Novato, Kalifornia) – amerykańska aktorka i modelka, znana z występów w serialu Słoneczny patrol oraz sesji zdjęciowych dla magazynu Playboy.

## Biogram i kariera
Roderick zaczynała karierę aktorki pod koniec lat 90. XX wieku od występów w telewizyjnych filmach erotycznych z gatunku softcore. W kwietniu 2000 została Playmate of the Month magazynu Playboy, a rok później ten sam magazyn przyznał jej tytuł Playmate of the Year. Również w 2000 roku zaczęła występować w serialu Słoneczny patrol, który przyniósł jej większą rozpoznawalność w amerykańskiej telewizji poza występami w sesjach zdjęciowych w magazynie Playboy. W 2005 czasopismo FHM umieściło ją na 96. miejscu we własnym zestawieniu „100 najseksowniejszych kobiet na świecie” (100 Sexiest Women in the World 2005).
W 2010 wydała książkę autobiograficzną pt. Bounce, Don’t Break: Brande’s Guide to Life, Love, and Success, w której oprócz swojej kariery w showbiznesie zawarła również poradnik poświęcony rozwojowi osobistemu. Po 2020 jest producentką i reżyserką własnych filmów fabularnych.

## Wybrana filmografia
- 2003 − Dracula II: Odrodzenie jako Tanya
- 2003 – Słoneczny patrol – Ślub na Hawajach jako Leigh Dyer
- 2004 − Starsky i Hutch jako Heather
- 2006 − Piekielne sąsiedztwo jako Tiffany
- 2007 – Niania w Nowym Jorku jako Tanya

### Seriale TV
- 1998 – Beverly Hills, 90210 jako klientka w luksusowym sklepie (odc. The Following Options)
- 2000-2001 – Słoneczny patrol jako Leigh (wystąpiła w 23 odcinkach)
- 2000 – Oni, ona i pizzeria jako blondynka w pociągu (odc. The Wedding Dress)
- 2001 – Ja się zastrzelę we własnej osobie (odc. At Long Last Allie)
- 2003 – Egzamin z życia jako Lola (odc. The Mack Is Like Wo!)
- 2006 – Zasady gry jako Suri (odc. The Rules Of The Game)

## Życie prywatne
W latach 2000–2001 spotykała się założycielem Playboya Hugh Hefnerem, a także z zawodnikiem futbolu amerykańskiego Cade’m McNownem. W sierpniu 2006 związała się z innym futbolistą - Glennem Cadrezem, z którym zawarła związek małżeński w czerwcu 2007, a następnie oboje doczekali się dwóch synów: Keaton Roderick-Cadrez (ur. 2010) i Kannon Roderick-Cadrez (ur. 2011). W 2017 rozwiodła się z Cadrezem.
W 2008 prowadziła własną działalność gospodarczą w postaci przedsiębiorstwa teleinformatycznego o nazwie Financially Hung. Wraz z Adamem Levine (wokalistą zespołu muzycznego Maroon 5) była również twarzą kampanii reklamowych promujących włoską markę obuwniczą o nazwie Pantofola d’Oro.